# Grünbach am Schneeberg
Grünbach am Schneeberg è un comune austriaco di 1 705 abitanti nel distretto di Neunkirchen, in Bassa Austria; ha lo status di comune mercato (Marktgemeinde). Nel 1970 inglobò il comune soppresso di Höflein an der Hohen Wand, che tornò autonomo nel 1991.